# Šentvid pri Grobelnem
Šentvid pri Grobelnem je naselje v Občini Šmarje pri Jelšah. Leži ob glavni cesti Šmarje pri Jelšah - Celje. 
Krajani se ukvarjajo večinoma s kmetijstvom, poljedelstvom in živinorejo. V naselju se nahaja manjša cerkev svetega Vida.